# Corregedoria Parlamentar da Câmara dos Deputados do Brasil
A Corregedoria Parlamentar  é um órgão superior da Câmara dos Deputados, institucionalizada por meio da Resolução da Câmara dos Deputados nº 25, de 2013, que atua na manutenção do decoro, da ordem e da disciplina no âmbito da Câmara dos Deputados. Por requerimento do Presidente da Câmara dos Deputados, a Corregedoria Parlamentar promove a abertura de sindicância ou inquérito, com objetivo de apurar de responsabilidades e propor sanções cabíveis, em caso de excesso passível de repressão disciplinar, cometido por algum deputado.
Em 2003, por um ato da Mesa Diretora da Câmara, a Corregedoria Parlamentar passou a ter atribuições próprias e não conflitantes com o Conselho de Ética e Decoro Parlamentar. A regulamentação da Corregedoria Parlamentar foi defendida pelo então corregedor da legislatura, o deputado Barbosa Neto, do PMDB de Goiás. Segundo ele, a Corregedoria agora deixa de ser uma função e passa a ser um órgão, com funções próprias.